# Siče
Siče je naseljeno mjesto u Republici Hrvatskoj u općini Nova Kapela u Brodsko-posavskoj županiji. 

## Jezik
Rješenjem Ministarstva kulture Republike Hrvatske na listi zaštićenih kulturnih dobara nematerijalne kulturne baštine našao se i govor posavskoga sela Siče.

## Zemljopis
Siče se nalaze na južno od Nove Kapele i autoceste Bregana - Lipovac. Susjedna naselja su Seoce na istoku i Magić Mala na zapadu.

## Povijest
Godine 1730. u selu je postojala drvena kapela posvećena Stjepanu I. Svetom.

## Stanovništvo
Prema popisu stanovništva iz 2011. godine Siče su imale 306 stanovnika. 
| broj stanovnika | 605   | 590   | 562   | 617   | 738   | 756   | 751   | 770   | 749   | 757   | 716   | 654   | 523   | 454   | 389   | 306   | 237   |
|                 | 1857. | 1869. | 1880. | 1890. | 1900. | 1910. | 1921. | 1931. | 1948. | 1953. | 1961. | 1971. | 1981. | 1991. | 2001. | 2011. | 2021. |